# ネルソン・マンデラ国立博物館
座標: 南緯26度14分18.73秒 東経27度54分31.58秒 / 南緯26.2385361度 東経27.9087722度
ネルソン・マンデラ国立博物館 (Nelson Mandela National Museum) は、通称マンデラハウス (Mandela House) と呼ばれる、南アフリカ、ソウェトにある建物であり、1946年から1962年にかけてネルソン・マンデラが住んでいた。大主教を務めたデズモンド・ムピロ・ツツの家からもほど近い。
マンデラが1997年9月1日に自身が設立した団体「ソウェトヘリテージトラスト」に寄付してから、博物館として運営されている。1999年にはナショナルヘリテージサイトとされた。

## 特徴

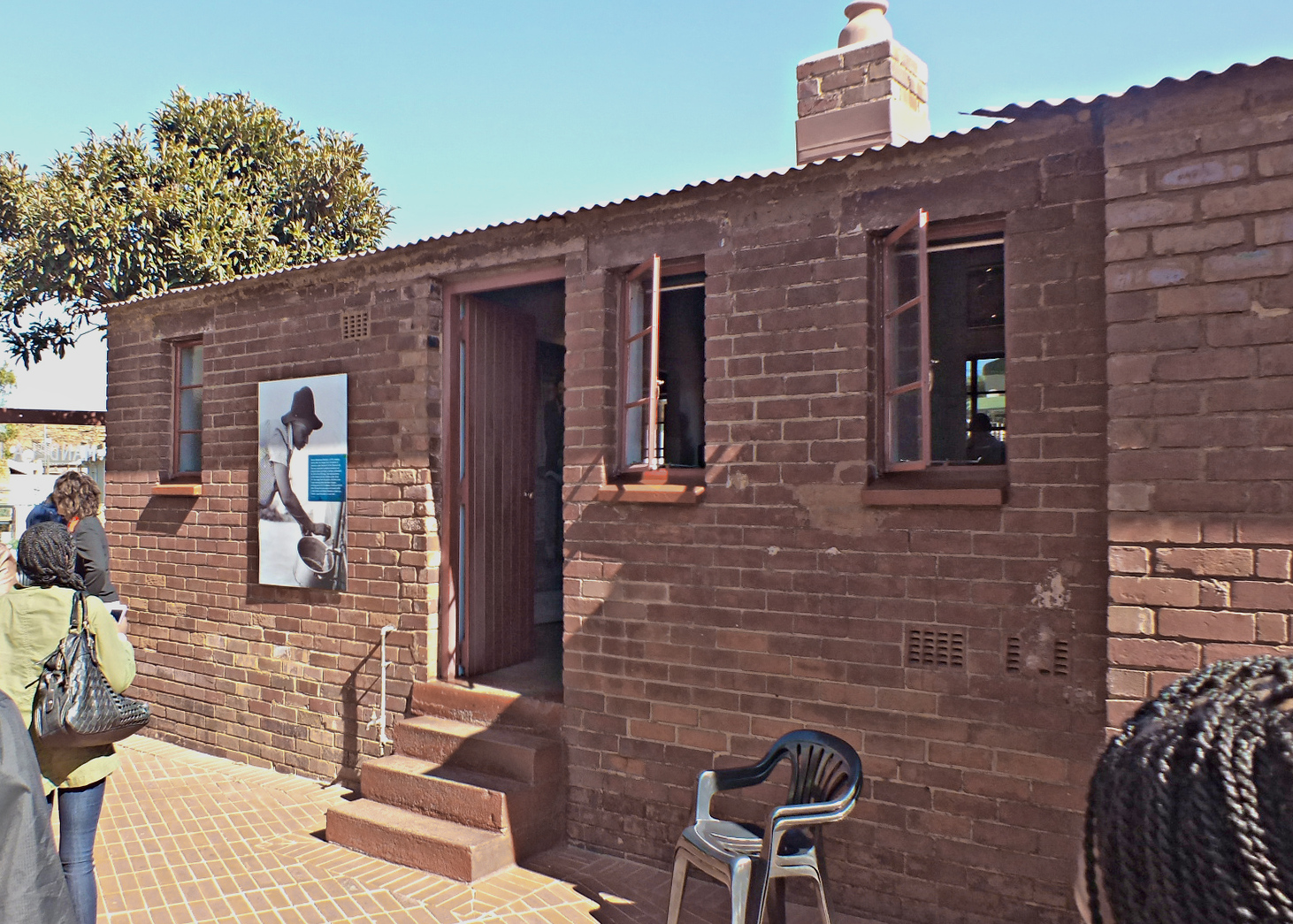
マンデラハウス

1945年に建設され、赤い煉瓦づくりの小さな1階建ての建物である。壁には弾丸による穴が空いており、玄関には火焔瓶による襲撃で出来た跡が残っている。内部には、家具のほか、写真などの記念品、ネルソン・マンデラへの出廷命令、シュガー・レイ・レナードからマンデラに贈られた世界選手権のベルトがある。
また、ビジターズセンターと小さな博物館を併設する。
1999年、ソウェトは1997年12月にマンデラハウスがオープンしたことも影響し、南アフリカの人気観光地の16位となった。

## 歴史
マンデラは1990年に刑務所から釈放された後、もっと安全な家に住むべきだという政府の提案があったにもかかわらず、この家に戻った。ソウェトに迎えられた際に彼は「やっと我が家に戻ってきたのだ」と述べている。しかし、家に戻ってからわずか11日後に、彼は引っ越した。
彼は後に自伝で以下のように書いている：
その晩、わたしはウィニーといっしょに、オーランド・ウェスト八一一五番地へ帰った。そこでようやく、刑務所から出られたのだという実感を味わうことができた。八一一五番地は、わたしにとって世界の中心地であり、心のなかの地図で×印を付けてある地点だった。

### 修復
2007年、ソウェトヘリテージトラストは、マンデラハウスを改善することに決めた。家や展示物の状態の悪さ、観光客用の施設の不足、ガイドの養成不足、一貫したテーマの不足といった問題を抱えていた。また、公式に展示物について調査されたことが一度もない状態だった。
2008年1月に、まずマンデラハウスに焦点を絞って修繕が行われた。さらに、新しいビジターズセンターの建設、保存作業の管理、責任者の任命、スタッフの再教育が計画された。このために2008年4月に一般公開を休止し、2008年7月18日に着工した。2009年3月19日に再オープンしている。

## マンデラの邸宅
南アフリカの大統領、マンデラの私邸は、ヨハネスブルグのホートンエステートにあり、彼の死後、ジンジ・マンデラ・ファミリートラストのもとにわたっている。